# Solanum mauritianum
Solanum mauritianum är en potatisväxtart som beskrevs av Giovanni Antonio Scopoli. Solanum mauritianum ingår i släktet skattor som ingår i familjen potatisväxter. Inga underarter finns listade i Catalogue of Life.

## Bildgalleri

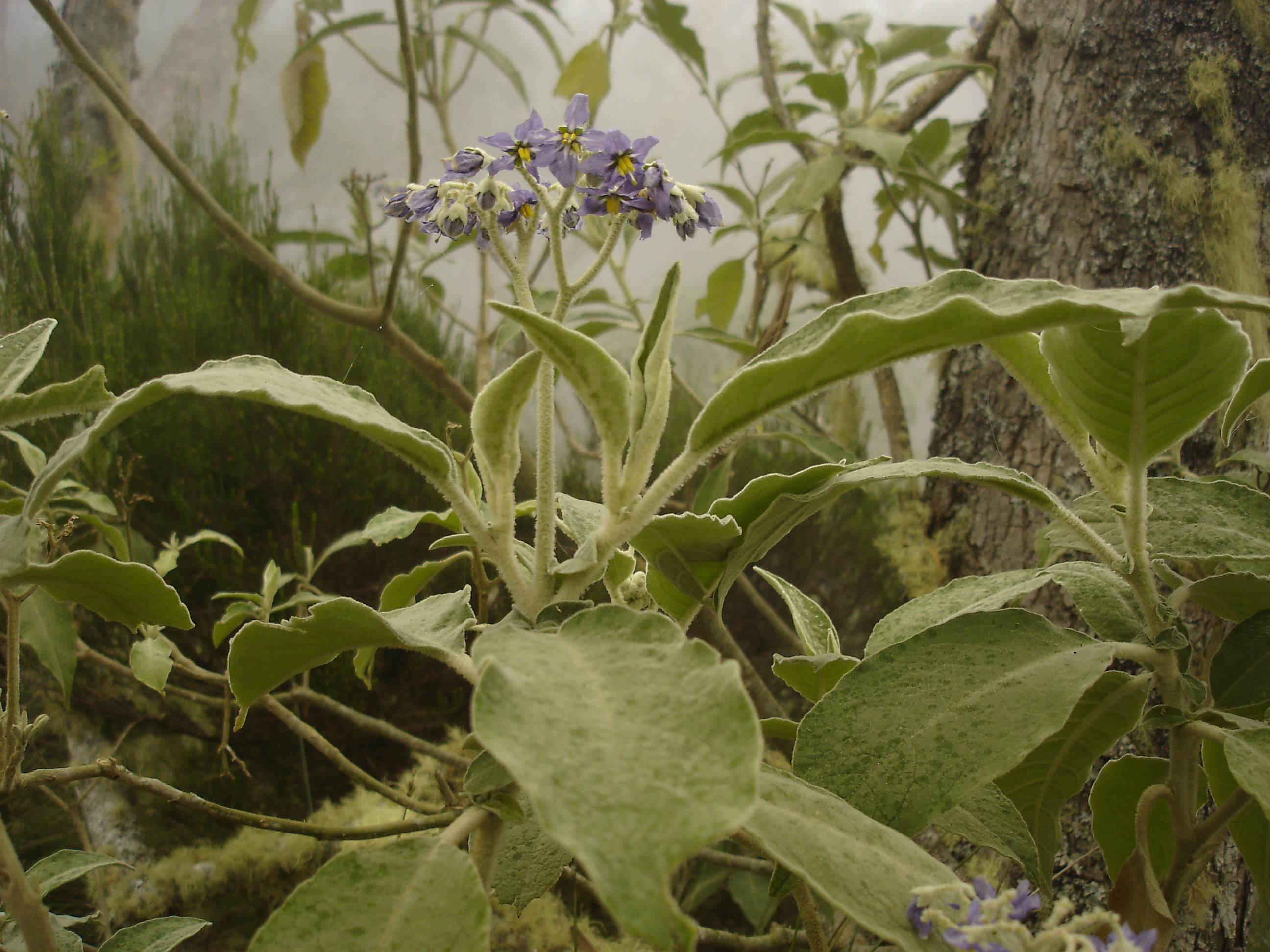
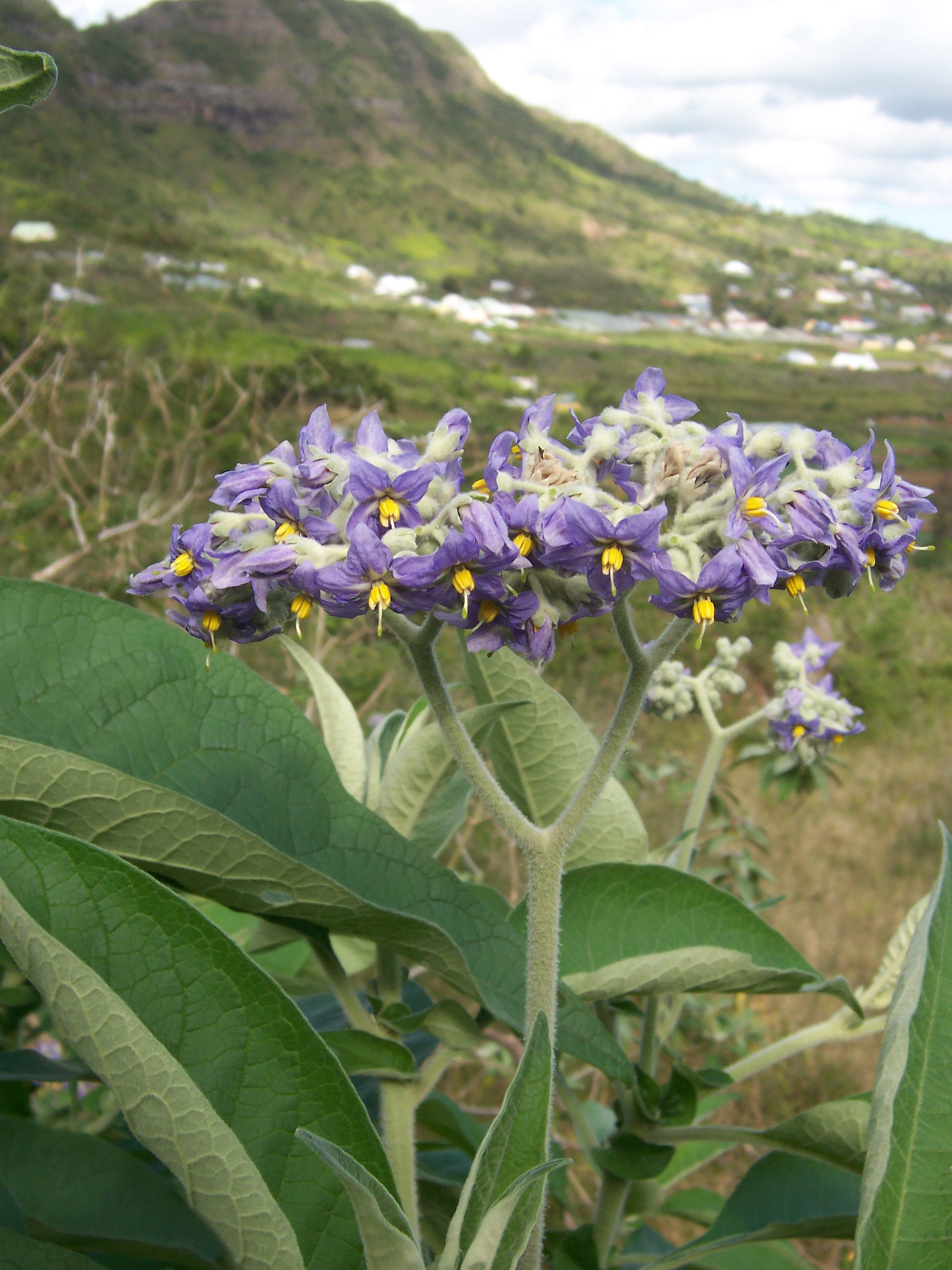
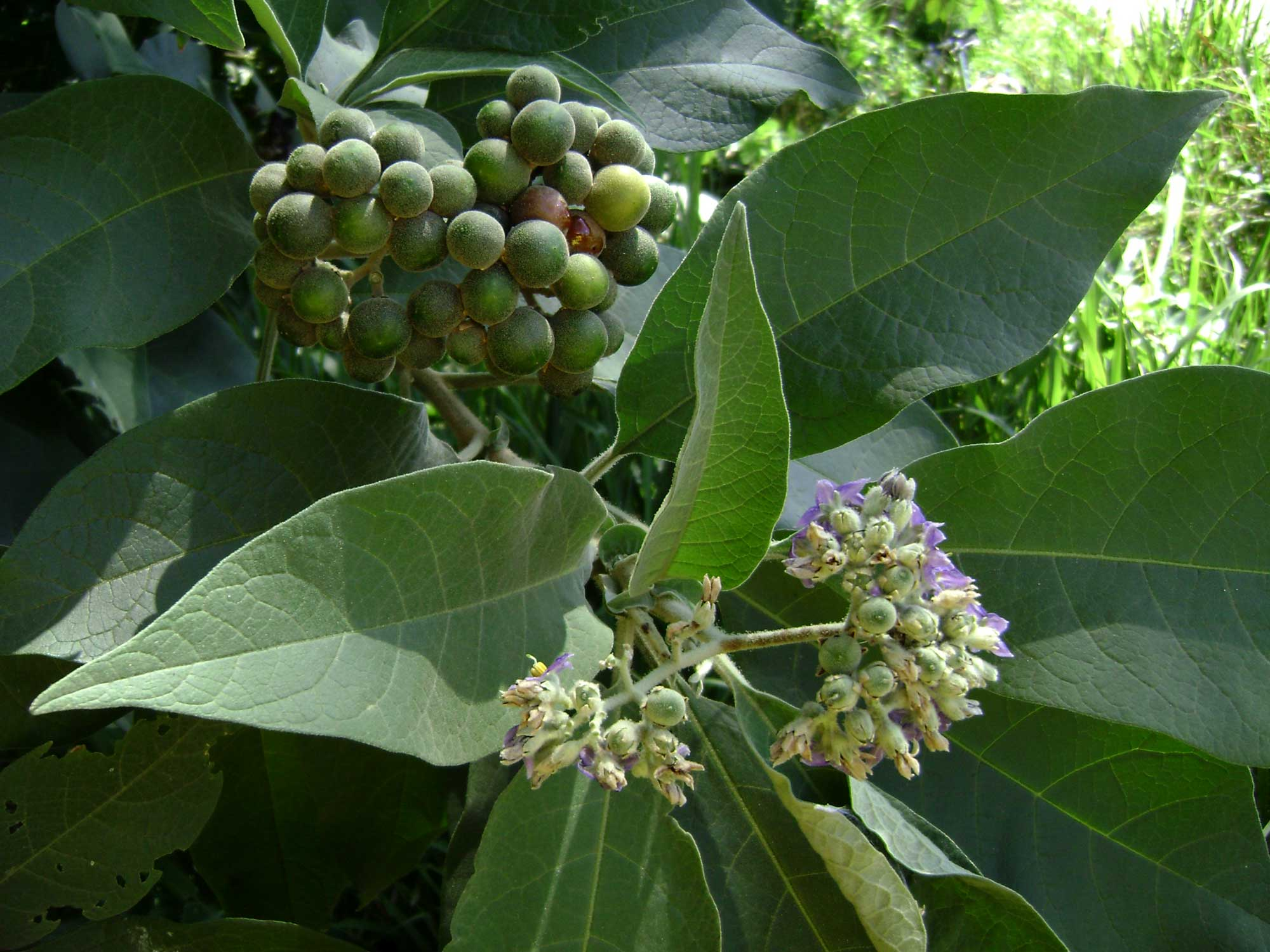
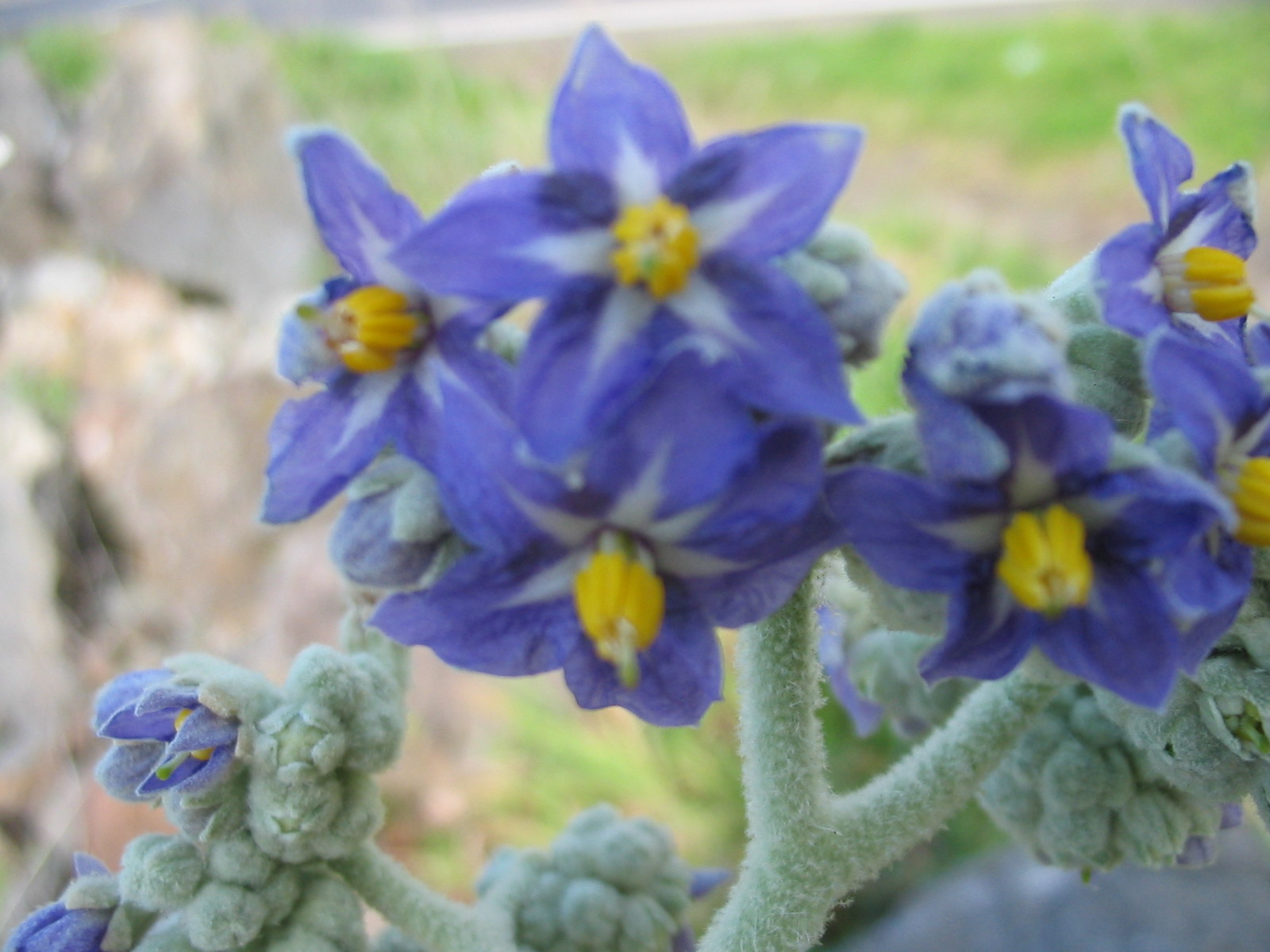
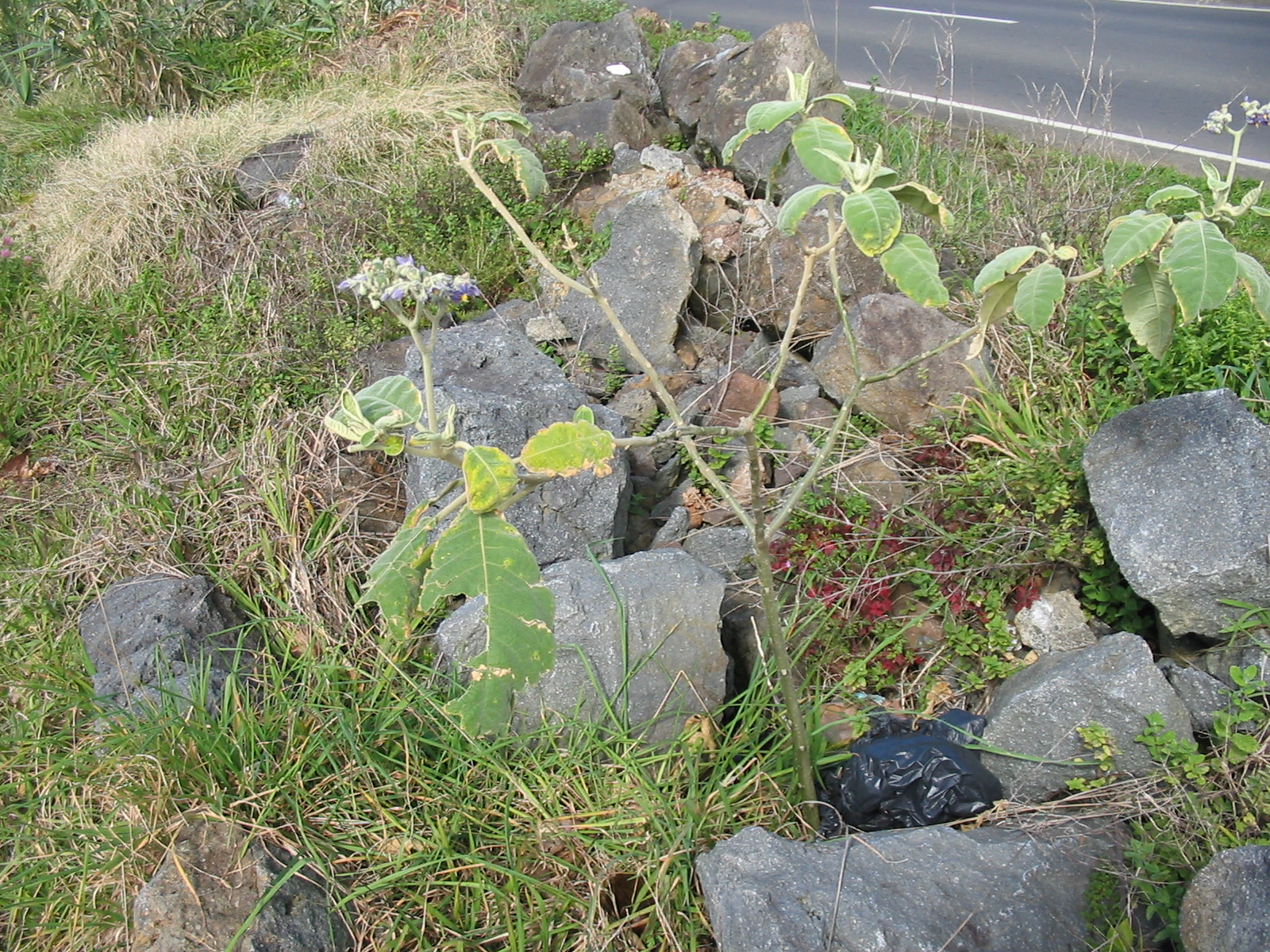
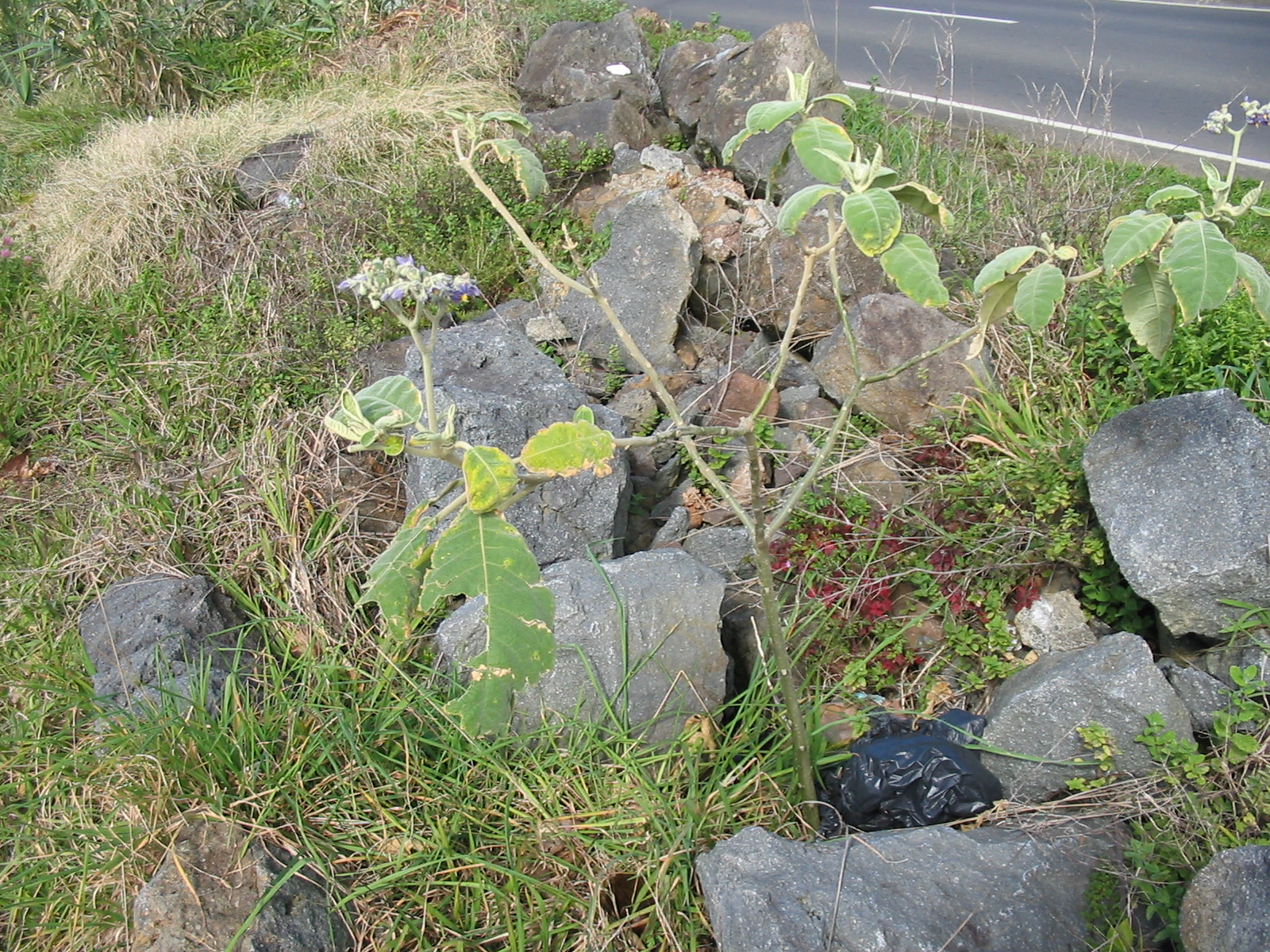